# Heaven (banda australiana)
Heaven es una banda australiana de heavy metal proveniente de Sídney, formada en 1980. 

## Carrera
La banda grabó tres discos y giró por los Estados Unidos durante la década de los ochenta. El sonido del grupo inicialmente emulaba el Hard Rock de sus coterráneos AC/DC, aunque más adelante su sonido cambiaría a un heavy metal más comercial al estilo Judas Priest.

## Miembros actuales
- Rowan Robertson - Guitarra
- John Haese - Guitarra
- Laurie Marlow - Bajo
- Joe Turtur - Percusión

## Miembros anteriores
- Allan Fryer - voz (murió en el 2015)
- Steve Dianhert- batería
- Scott Cothran  - bajo
- Bradford Kelly - guitarra (murió en el 2004)
- Mark Cunningham - guitarra
- Mitch Perry - guitarra, teclados
- John Paul Duntton - guitarra
- Nye Jones - guitarra
- Mark Evans - guitarra
- Mick Cocks - guitarra (murió en el 2009)
- John Haese - guitarra
- Jeff Burns - guitarra
- Bobby Enloe - guitarra
- Dave Anthony - batería
- Matt Stole - bajo
- Robert Hinerman - guitarra, teclados
- Dennis Feldman - bajo
- Tony Griffith - guitarra
- Rob Hinerman - guitarra
- Ronnie Zade - batería
- Joe Turtur - batería
- Robbie Hannah - batería
- Bruno Renzella - batería
- Tommy Dimitroff - batería
- Jasper Lynam - batería
- Rodger "bam-bam" Weiss - batería

## Discografía

### Estudio
- Twilight of Mischief - 1982
- Bent - 1982
- Where Angels Fear to Tread - 1983
- Knockin' on Heaven's Door - 1985

### Directo
- Live in Texas - King Biscuit Flower Hour - 1984

### Demos
- Heaven